# 児島インターチェンジ
児島インターチェンジ（こじまインターチェンジ）は、岡山県倉敷市児島阿津3丁目にあるインターチェンジ (IC) で、本州側の最終出口である。
また、当ICに併設する児島バスストップ（こじまバスストップ）についても記述する。

## 概要
瀬戸大橋が異常気象などで通行止の場合に備えて、早島IC/TB方面からの出口付近の本線上に信号機が設置されている。なお、四国側の最終出口である坂出TB/ICには設置されていない。

## 周辺
- 倉敷市立赤崎小学校
- 鷲羽山ハイランド
- 瀬戸大橋架橋記念公園
- ボートレース児島

## 接続する道路
- 倉敷市道1086号扇の嵶線

## 料金所
- ブース数 : 5

### 入口
- ブース数 : 2
  - ETC専用 : 1
  - 一般 : 1

### 出口
- ブース数 : 3
  - ETC専用 : 1
  - 一般 : 2

## 児島バスストップ
料金所の入口側に高速道路を経由する一般路線バス用のバス停留所が設けられており、停車するバスは一旦料金所を出て客扱いを行う形になる。
バス事業者は児島インター（こじまインター）という呼称を使用している。
なお、徳島岡山エクスプレスの徳島方面、マドンナエクスプレスの松山方面、龍馬エクスプレスの高知方面は、運行経路上であるが通過扱いとなるため、当バスストップには停車しない。

### 一般路線バス
| のりば | 方面   | 路線番号   | 路線名     | 会社名           | 行先・方面など | 備考 |
| ------ | ------ | ---------- | ---------- | ---------------- | -------------- | ---- |
|        | 上り線 |            | 瀬戸大橋線 | 琴参バス         | JR児島駅       |      |
| 下り線 |        | 瀬戸大橋線 | 琴参バス   | 与島PA・坂出駅前 |                |      |

## 隣
E30 瀬戸中央自動車道
(2)水島IC - 鴻ノ池SA - (3)児島IC - 鷲羽山北BS - 櫃石島IC - 岩黒島IC - 与島IC/PA - (4)坂出北IC
- 櫃石島IC、岩黒島IC、与島ICは島民および緊急車両や路線バス、郵便物集配車両などが利用できるICで一般車両は進入禁止。
- 一般車両は坂出TB/IC方面の坂出北ICまで乗り降りができない。